# ثورة قبرص 1931
ثورة قبرص 1931 أو أحداث أكتوبر (باليونانية: Οκτωβριανά أكتوفريانا)‏ هي ثورة جرت في الفترة من 21 أكتوبر وأوائل نوفمبر 1931 ضد الحكم الاستعماري البريطاني في قبرص، التي كانت مستعمرة للتاج البريطاني في ذلك الوقت. قاد التمرد القوميون القبارصة اليونانيون. وكانوا يطالبون بوحدة الجزيرة مع اليونان (أو مايسمى بالإينوسيس). أدت هزيمة المتمردين إلى فترة من الحكم البريطاني الاستبدادي المعروف باسم «البّالمرقراطية» (Παλμεροκρατία)، والتي استمرت حتى اندلاع الحرب العالمية الثانية.

## البداية
كانت قبرص عند اندلاع الحرب العالمية الأولى جزءًا من الدولة العثمانية إسميًا، بينما في الواقع فهي تحت إدارة الإمبراطورية البريطانية كما هو متفق عليه في اتفاقية قبرص لسنة 1878. وفي 5 نوفمبر 1914 دخل العثمانيون في الصراع إلى جانب قوى المركز، مما دفع بريطانيا إلى إبطال اتفاقية قبرص وضم الجزيرة لأن الدولتين الآن في حالة حرب. وفي سنة 1915 عرضت بريطانيا الجزيرة على اليونان مقابل أن تتدخل في الحرب العالمية الأولى إلى جانب الوفاق الثلاثي. رفضت الحكومة اليونانية العرض لأنها كانت في ذلك الوقت متورطة في أزمة داخلية عميقة تعرف باسم الانقسام الوطني. وقد وصفت قبرص بأنها ورقة مساومة للتفاوض مع اليونانيين عندما تم عرضها مقابل ميناء أرغوستولي ذي المياه العميقة في 1912.
بعد انتهاء الحرب تلقت بريطانيا اعترافًا دوليًا بمطالباتها بالجزيرة في مؤتمر لوزان 1923. كانت اليونان الدولة الوحيدة التي اعترضت على القرار، بناءً على حقيقة أن أربعة أخماس سكانها هم من أصل يوناني. لكن في الوقت الذي واجهت فيه اليونان الخراب الاقتصادي والعزلة الدبلوماسية نتيجة لهزيمة كارثية في الحرب اليونانية التركية، لم يشر المبعوثون اليونانيون إلى قبرص في المؤتمر. فنالت قبرص وضع مستعمرة التاج وزاد عدد أعضاء المجلس التشريعي القبرصي لصالح المسؤولين البريطانيين. لم تضع النكسات المذكورة أعلاه حداً لانتشار فكرة ميغالي وأيديولوجيات إينوسيس (الاتحاد مع اليونان) المرتبطة بها، والتي كان الهدف النهائي منها دمج جميع المناطق التي يسكنها اليونانيون في دولة يونانية مستقلة. عزز تعيين رونالد ستورس (فيلهيليني) في نوفمبر 1926 حاكمًا جديدًا لقبرص، فخرجت فكرة بين القبارصة اليونانيين تقول بأن الحكم البريطاني سيكون نقطة انطلاق للاتحاد في نهاية الأمر مع اليونان. ولكن توترت العلاقات بينهما في 1928 عندما رفض القبارصة اليونانيون المشاركة في الاحتفال بالذكرى السنوية الخامسة عشرة للاحتلال البريطاني لقبرص. ودعت اليونان إلى التزام الهدوء والحد من انتشار المقالات المناهضة للاستعمار في الصحف القبرصية اليونانية. أصبح التعليم ساحة أخرى للصراع مع تمرير قانون التعليم، الذي سعى إلى الحد من التأثير اليوناني في مناهج المدارس القبرصية. كما أعرب الوحدويون القبارصة عن أسفهم للمعاملة التفضيلية المفترضة لمالطا ومصر على حساب قبرص. ساءت العلاقات أكثر عندما أقرت السلطات البريطانية من جانب واحد قانون عقوبات جديد يسمح من بين أمور أخرى استخدام التعذيب. وفي 1929 وصل أعضاء المجلس التشريعي رئيس أساقفة كيتيون نيكوديموس وستافروس ستافريناكيس إلى لندن، وقدموا مذكرة إلى سكرتير المستعمرات اللورد باسفيلد احتوت على مطلب إنوسيس. وكما في المحاولات السابقة كانت الإجابة بالرفض.

## الأزمة

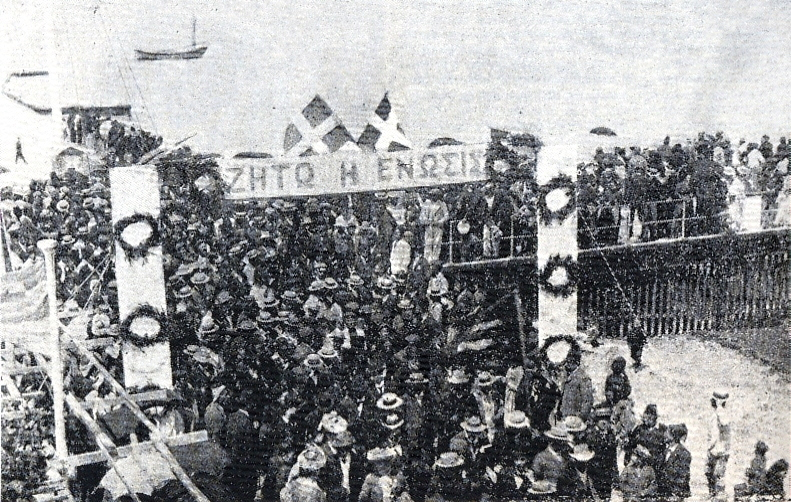
مظاهرة قبرصية في ثلاثينيات القرن الماضي لصالح إنوسيس.

فرض النظام الاستعماري ضرائب باهظة وعاش الناس في فقر معيشي. وفي 1931 حاول الحاكم رونالد ستورس فرض ضرائب جديدة لكن المجلس التشريعي لم يوافق عليها، فطبقها ستورس بمرسوم ملكي. وقد تسببت أفعاله ورغم مساعيه لتهدئة التوتر في مظاهرات كبيرة خارج المكتب الحكومي بشكل غير مسبوق لقبرص. وفي سبتمبر من نفس العام قرر فرض ضرائب جديدة ولكن بتصويت عضو المجلس التشريعي التركي نياتي بك، ولم تتم الموافقة عليها ومع ذلك فقد تجاوز قرار المجلس بمرسوم. أعقب ذلك استقالة رئيس أساقفة كيتيون نيكوديموس ميلوناس عضو المجلس، ثم دعا في 18 أكتوبر القبارصة اليونانيين للانخراط في أعمال عصيان مدني حتى يتم الوفاء بمطالبهم لإينوسيس.
في 21 أكتوبر استقال بقية أعضاء البرلمان من القبارصة اليونانيين في قرار مشترك اتخذوه في حدث لنادي نيقوسيا التجاري. وبعد انتهاء الحدث انطلقت مسيرة احتجاجية باتجاه الحكومة على الرغم من حث النواب على التفرق بهدوء. وصلت المسيرة بسلام إلى مكتب المحافظ، حيث بدأ رجم المبنى لسبب غير معروف. وصلت قوات الشرطة إلى الموقع وحاولت تفريق المتظاهرين دون جدوى، كما تم رجمهم بالحجارة بينما أحرق المتظاهرون ثلاث سيارات تقل ضباط الشرطة. أشعل بعض المتظاهرين العصي وألقوا بها على نوافذ مكتب المحافظ، وأشعلوا النار فيه. استخدمت الشرطة الذخيرة الحية ضد الحشد، وتمكنت من تفريق المسيرة وقتل شاب يبلغ من العمر 15 عامًا بنيرانهم. في اليوم التالي تم اتخاذ إجراءات أمنية مشددة مع حظر المرور والرقابة على الصحافة، وفي 23 أكتوبر وصلت 4 سفن على متنها جنود بريطانيون. في الأيام التالية تم إلقاء القبض على رئيس الأساقفة نيكوديموس وخمسة قبارصة آخرين، بمن فيهم قادة الحزب الشيوعي القبرصي، ثم نُفيوا فيما بعد باعتبارهم الجناة في الانتفاضة. تمت استعادة النظام مع بداية نوفمبر. قُتل ما مجموعه سبعة متظاهرين وأصيب ثلاثون ونُفي عشرة مدى الحياة، بينما تلقى 2606 عقوبات مختلفة تتراوح بين أحكام بالسجن وغرامات بسبب أنشطة إثارة الفتنة.

## النتائج
اتهم البريطانيون المستشار العام اليوناني في نيقوسيا أليكسيس كيرو (وهو قومي يوناني من أصل قبرصي) بالتحريض على الثورة. وكان كيرو يعمل خلف الكواليس لإنشاء جبهة معارضة موحدة ضد البريطانيين قبل اندلاع الأحداث في عصيان مباشر للأوامر التي تلقاها من أثينا. فأضرت أفعاله عن غير قصد بكل من قضية إينوسيس والعلاقات الأنجلو-يونانية، فأقيل من منصبه. وكذلك وجهت الثورة أيضًا ضربة لمسيرة ستورس المهنية، فتم نقله إلى منصب حاكم شمال روديسيا. تولى الحاكم الجديد السير ريتشموند بالمر منصبه في 9 نوفمبر 1933 فاتخذ مجموعةً من التدابير القمعية، من ضمنها إلغاء انتخابات المجلس التشريعي والبلدية، وأُحيل تعيين سلطات القرى وقضاة المقاطعات إلى حاكم الجزيرة. تم حظر نشر الأفكار الغريبة ورفع الأعلام الأجنبية كما تم حظر التجمع لأكثر من 5 أشخاص، وفرض قيود على إدارة وعمل المدارس اليونانية، فلم يعد التعليم متمحورًا حول اليونان، وحظر الاتحادات والجمعيات التجارية بجميع أنواعها وأشكالها. تهدف الإجراءات الجديدة إلى قمع عمل الكنيسة الأرثوذكسية والمنظمات الشيوعية. كان للرقابة تأثير شديد على عمل الصحف خاصة تلك المرتبطة بسياسات اليسار. وهكذا دخلت قبرص فترة حكم استبدادي عُرفت باسم «البّالمرقراطية» (Παλμεροκρατία ، "Palmerocracy") على اسم الحاكم ريتشموند بالمر. والتي بدأت قبل فترة وجيزة من الثورة واستمرت حتى بداية الحرب العالمية الثانية. وصفت الثورة بأنها أعنف تمرد واجهته بريطانيا في فترة ما بين الحربين. تُعرف الثورة في التأريخ القبرصي باسم أوكتوفريانا (أحداث أكتوبر).